# Obrazy na masonitu
Obrazy na masonitu je série 27 abstraktních maleb Joana Miróa z roku 1936.

## Kontext
Malby Miró vytvořil v Mont-roig del Camp a Barceloně. Práci začal těsně před vypuknutím Španělské občanské války 18. července 1936. Krátce po dokončení série Miró, na podzim 1936, odešel do Paříže, kde zůstal čtyři roky.

## Popis
Obrazy, každý 78,3 centimetrů vysoký a 107,7 centimetrů široký, jsou namalovány olejovými barvami, dehtem, kaseinem a pískem na masonitu – dřevovláknité desce. Materiály nikdy nepokrývají celou plochu. Nejsou to objektivní obrazy a představují zlomek surrealistických prací z Miróových předchozích tvůrčích období. Sám je zařadil do období „divokého malířství“, kam patří díla z let 1934 až 1936 .

## Série
| Dílo        | Datum vzniku | Formát                                  | Rozměry (cm) | Muzeum                                | Město     |
| ----------- | ------------ | --------------------------------------- | ------------ | ------------------------------------- | --------- |
| Obraz I     | léto 1936    | olej, dehet, kasein a písek na masonitu | 78 × 108 cm  | soukromá sbírka                       | neznámé   |
| Obraz II    | léto 1936    | olej, dehet, kasein a písek na masonitu | 78 × 108 cm  | soukromá sbírka                       | neznámé   |
| Obraz III   | léto 1936    | olej, dehet, kasein a písek na masonitu | 78 × 108 cm  | soukromá sbírka                       | neznámé   |
| Obraz IV    | léto 1936    | olej, dehet, kasein a písek na masonitu | 78 × 108 cm  | soukromá sbírka                       | neznámé   |
| Obraz V     | léto 1936    | olej, dehet, kasein a písek na masonitu | 78 × 108 cm  | soukromá sbírka                       | neznámé   |
| Obraz VI    | léto 1936    | olej, dehet, kasein a písek na masonitu | 78 × 108 cm  | soukromá sbírka                       | neznámé   |
| Obraz VII   | léto 1936    | olej, dehet, kasein a písek na masonitu | 78 × 108 cm  | soukromá sbírka                       | neznámé   |
| Obraz VIII  | léto 1936    | olej, dehet, kasein a písek na masonitu | 78 × 108 cm  | soukromá sbírka                       | neznámé   |
| Obraz IX    | léto 1936    | olej, dehet, kasein a písek na masonitu | 78 × 108 cm  | Umělecké muzeum v prefektuře Nagasaki | Japonsko  |
| Obraz X     | léto 1936    | olej, dehet, kasein a písek na masonitu | 78 × 108 cm  | soukromá sbírka                       | neznámé   |
| Obraz XI    | léto 1936    | olej, dehet, kasein a písek na masonitu | 78 × 108 cm  | soukromá sbírka                       | neznámé   |
| Obraz XII   | léto 1936    | olej, dehet, kasein a písek na masonitu | 78 × 108 cm  | soukromá sbírka                       | neznámé   |
| Obraz XIII  | léto 1936    | olej, dehet, kasein a písek na masonitu | 78 × 108 cm  | soukromá sbírka                       | neznámé   |
| Obraz XIV   | léto 1936    | olej, dehet, kasein a písek na masonitu | 108 × 78 cm  | soukromá sbírka                       | neznámé   |
| Obraz XV    | léto 1936    | olej, dehet, kasein a písek na masonitu | 78 × 108 cm  | Izraelské muzeum                      | Jeruzalém |
| Obraz XVI   | léto 1936    | olej, dehet, kasein a písek na masonitu | 78 × 108 cm  | soukromá sbírka                       | neznámé   |
| Obraz XVII  | léto 1936    | olej, dehet, kasein a písek na masonitu | 108 × 78 cm  | soukromá sbírka                       | neznámé   |
| Obraz XVIII | léto 1936    | olej, dehet, kasein a písek na masonitu | 78 × 108 cm  | soukromá sbírka                       | neznámé   |
| Obraz XIX   | léto 1936    | olej, dehet, kasein a písek na masonitu | 78 × 108 cm  | soukromá sbírka                       | neznámé   |
| Obraz XX    | léto 1936    | olej, dehet, kasein a písek na masonitu | 78 × 108 cm  | soukromá sbírka                       | neznámé   |
| Obraz XXI   | léto 1936    | olej, dehet, kasein a písek na masonitu | 78 × 108 cm  | Fundació Joan Miró                    | Barcelona |
| Obraz XXII  | léto 1936    | olej, dehet, kasein a písek na masonitu | 78 × 108 cm  | soukromá sbírka                       | neznámé   |
| Obraz XXIII | léto 1936    | olej, dehet, kasein a písek na masonitu | 78 × 108 cm  | Art Institute of Chicago              | Chicago   |
| Obraz XXIV  | léto 1936    | olej, dehet, kasein a písek na masonitu | 108 × 78 cm  | soukromá sbírka                       | neznámé   |
| Obraz XXV   | léto 1936    | olej, dehet, kasein a písek na masonitu | 78 × 108 cm  | soukromá sbírka                       | neznámé   |
| Obraz XXVI  | léto 1936    | olej, dehet, kasein a písek na masonitu | 78 × 108 cm  | soukromá sbírka                       | Londýn    |
| Obraz XXVII | léto 1936    | olej, dehet, kasein a písek na masonitu | 78 × 108 cm  | soukromá sbírka                       | neznámé   |